# بيل نيكلسون (لاعب كرة قاعدة)
بيل نيكلسون (بالإنجليزية: Bill Nicholson)‏ هو لاعب كرة قاعدة أمريكي، ولد في 11 ديسمبر 1914 في تشيسترتاون في الولايات المتحدة، وتوفي بنفس المكان في 8 مارس 1996.

## وصلات خارجية
- بيل نيكلسون على موقع جمعية أبحاث البيسبول الأمريكية (الإنجليزية)